# Plamiak
Plamiak, łupacz, wątłusz srebrzysty (Melanogrammus aeglefinus) – gatunek morskiej ryby dorszokształtnej z rodziny dorszowatych (Gadidae). Jedyny przedstawiciel rodzaju Melanogrammus. Popularny konsumpcyjnie w krajach anglosaskich, gdzie razem z dorszem tworzy podstawę dania fish and chips. Mało popularny w kuchni polskiej. Łatwo rozpoznawalny ze względu na czarną linię boczną.

## Występowanie
Występuje po obu stronach północnego Atlantyku. Pojawia się w zachodniej części Morza Bałtyckiego. 

## Opis
Ciało typowe dla dorszowatych (wydłużone, trzy płetwy grzbietowe, dwie płetwy odbytowe). Nazwę plamiak zawdzięcza czarnej plamie ponad płetwą piersiową. Boki ciała srebrzyste, linia boczna wyraźna, ciemna. Długość przeciętnie 60–80 cm, ale może przekraczać 1 metr.
Plamiak jest gatunkiem wędrownym. Wędruje w dużych ławicach. Żeruje przy dnie zjadając mięczaki, szkarłupnie i ikrę innych gatunków.